# Yiff

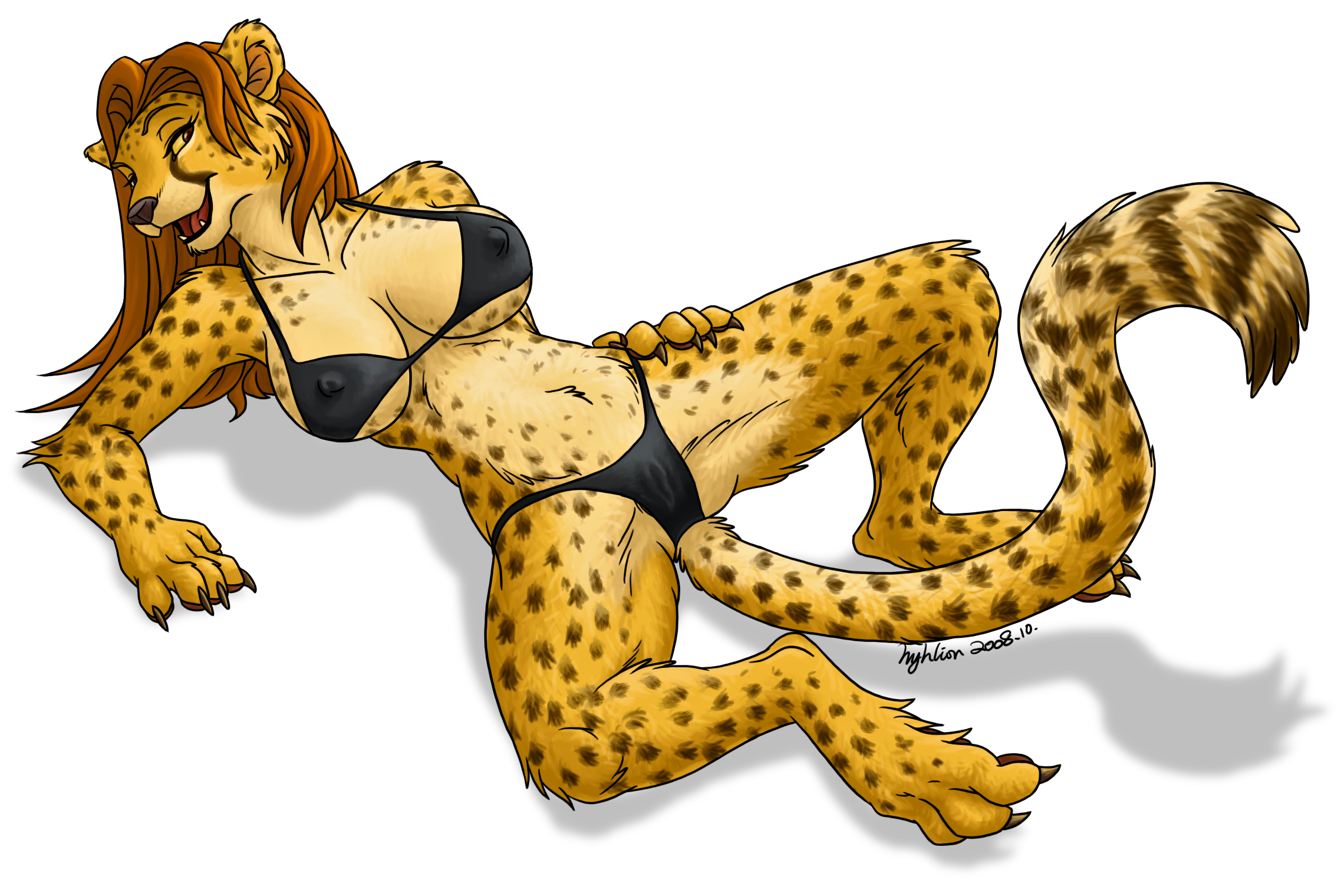
Um exemplo de yiff.

Yiff é uma gíria usada na furry fandom para se referir à pornografia furry. É considerado um termo tongue-in-cheek. O termo também é usado para insultar membros da fandom, como na frase "yiff in hell".
Convenções furry têm políticas estritas regulando onde as artes yiff podem ser exibidas ou vendidas.

## História
A origem do termo não é clara. No entanto, de acordo com Zack Parsons, o yiff está na fandom desde a década de 1990. Acredita-se também que tenha se originado de um membro da fandom chamado Foxen, que criou o "Foxish", uma linguagem construída, que continha o termo.
O episódio de CSI "Fur and Loathing", que foi ao ar em 30 de outubro de 2003, aumentou a conscientização sobre o termo fora da furry fandom. A palavra "yiff" tornou-se popular no final daquela década devido à retórica anti-furry em sites como o 4chan. O termo também é usado na comunidade da Peluchefilia.